# Tênis de mesa nos Jogos Olímpicos de Verão de 1996
O tênis de mesa nos Jogos Olímpicos de Verão de 1996 foi realizado em Atlanta, nos Estados Unidos, com quatro eventos disputados.

## Eventos do tênis de mesa
Masculino: Simples | Duplas
Feminino: Simples | Duplas

## Masculino

### Simples masculino
| Pos. | País           | Atletas      |
| ---- | -------------- | ------------ |
|      | China (CHN)    | Liu Guoliang |
|      | China (CHN)    | Wang Tao     |
|      | Alemanha (GER) | Jörg Roßkopf |

### Duplas masculino
| Pos. | País                | Atletas                    |
| ---- | ------------------- | -------------------------- |
|      | China (CHN)         | Liu Guoliang Kong Linghui  |
|      | China (CHN)         | Lu Lin Wang Tao            |
|      | Coreia do Sul (KOR) | Yoo Nam Kyu Lee Chul Seung |

## Feminino

### Simples feminino
| Pos. | País               | Atletas     |
| ---- | ------------------ | ----------- |
|      | China (CHN)        | Deng Yaping |
|      | Taipé Chinês (TPE) | Chen Jing   |
|      | China (CHN)        | Qiao Hong   |

### Duplas feminino
| Pos. | País                | Atletas                  |
| ---- | ------------------- | ------------------------ |
|      | China (CHN)         | Deng Yaping Qiao Hong    |
|      | China (CHN)         | Liu Wei Qiao Yunping     |
|      | Coreia do Sul (KOR) | Park Hae Jung Ryu Ji Hae |

## Quadro de medalhas do tênis de mesa
| Ordem | País              | Medalha de ouro | Medalha de prata | Medalha de bronze | Total |
| ----- | ----------------- | --------------- | ---------------- | ----------------- | ----- |
| 1     | CHN China         | 4               | 3                | 1                 | 8     |
| 2     | TPE Taipé Chinês  | 0               | 1                | 0                 | 1     |
| 3     | KOR Coreia do Sul | 0               | 0                | 2                 | 2     |
| 4     | GER Alemanha      | 0               | 0                | 1                 | 1     |